# Palm Valley (Texas)
Palm Valley is een plaats (city) in de Amerikaanse staat Texas en valt bestuurlijk gezien onder Cameron County.

## Demografie
Bij de volkstelling in 2000 werd het aantal inwoners vastgesteld op 1298.
In 2006 is het aantal inwoners door het United States Census Bureau geschat op 1288, een daling van 10 (-0,8%).

## Geografie
Volgens het United States Census Bureau beslaat de plaats een oppervlakte van
1,6 km², waarvan 1,6 km² land.

## Plaatsen in de nabije omgeving
De onderstaande figuur toont nabijgelegen plaatsen in een straal van 8 km rond Palm Valley.